# 鈴木啓久
鈴木 啓久（すずき ひらく、1890年（明治23年）9月2日 - 1982年（昭和57年）12月5日）は、日本の陸軍軍人。最終階級は陸軍中将。

## 略歴
福島県出身。仙台陸軍地方幼年学校、中央幼年学校を経て、1911年（明治44年）5月、陸軍士官学校（23期）を卒業。同年12月、歩兵少尉に任官し歩兵第65連隊付となる。
1927年（昭和2年）7月、歩兵第16連隊付となり、1928年（昭和3年）8月、歩兵少佐に昇進し旭川連隊区司令部員に就任。1932年（昭和7年）8月、歩兵第28連隊大隊長となり、歩兵第28連隊付を務め、1934年（昭和9年）8月、歩兵中佐に進級した。1935年（昭和10年）1月、第7師団副官に就任し、歩兵第65連隊付、独立守備歩兵第12大隊長を務め、1938年（昭和13年）3月、歩兵大佐に昇進した。
1939年（昭和14年）3月、神戸連隊区司令官となり、1940年（昭和15年）8月、歩兵第67連隊長に発令され日中戦争に出征。1941年（昭和16年）8月、陸軍少将に進級し第4師団司令部付となる。同年12月、第27歩兵団長に就任し満州に赴任。独立歩兵第4旅団長を経て、1944年（昭和19年）7月、第117師団長心得に就任し、 1945年（昭和20年）4月、陸軍中将に進み第117師団長に親補され終戦を迎えた。その後、シベリア抑留となる。1948年（昭和23年）1月31日、公職追放仮指定を受けた。1950年（昭和25年）7月、撫順戦犯管理所に移され、1956年（昭和31年）6月、禁錮20年の有罪判決を受けた。1963年（昭和38年）6月に釈放され帰国した。